# Маркилюк, Леонид Петрович
Леонид Петрович Маркилюк (6 мая 1930 год, село Изабеловка) — передовик производства, бригадир шлифовщиков Константиновского завода «Автостекло», Донецкая область, Украинская ССР. Герой Социалистического Труда (1981).
Родился 6 мая 1930 года в крестьянской семье в селе Изабеловка (сегодня — село Жабелевка Винницкого района Винницкой области). В 1931 году его родители переехали в Константиновку Сталинской области. Окончил школу ФЗО, после работал токарем на заводе имени Фрунзе в Константиновке. После срочной службы в армии с 1956 года работал на заводе «Автостекло». Назначен бригадиром шлифовальщиков.
В 1981 году удостоен звания Героя Социалистического Труда за выдающиеся трудовые достижения.
После выхода на пенсию проживает в городе Константиновка.

## Награды
- Герой Социалистического Труда — указом Президиума Верховного Совета СССР от 19 марта 1981 года
- Орден Ленина
- Почётный гражданин Константиновки (5.09.1985)